# Mutabar Tadjibayeva
Mutabar Tadjibayeva Ibragimovna, född 25 augusti 1962 i Margilan, Ferghana är en uzbekisk journalist och människorättsaktivist.
Tadijbaeva bevakade händelser i Ferghanadalen och dokumenterade brott mot mänskliga rättigheter vilket hon rapporterade vidare till internationella organisationer och hon kritiserade den uzbekiska regimen för deras agerande i samband med Andijan massakern i maj 2005. Detta arbete innebar en nominering till Nobels fredspris 2005.
Tadjibaeva arresterades den 7 oktober 2005 för sin kritik mot regimen, då hon var på väg till en internationell konferens för människorättsaktivister och hölls isolerad i häktet innan hon dömdes till 8 års fängelse för brott som rörde förtal och medlemskap i en illegal organisation.
Organisationen hon tillhörde var den hon själv grundat, Plammenoe Serdtse (Fiery Hearts Club) och hon arbetade även för mänskliga rättigheter genom Human Rights Alliance for Uzbekistan.
Tadjibaeva satt fängslad mellan oktober 2005 och juni 2008 och utsattes för tortyr och övergrepp för att erkänna de brott hon var anklagad för. Hon blev steriliserad i fängelset och hennes hälsa blev allt sämre, något som hennes bror Rasul Tadjibaeva förmedlade till allmänheten.
Efter påtryckningar från FN, EU och flera organisationer inom mänskliga rättigheter släpptes Tadjibaeva 2008.
Tadjibaeva lämnade Uzbekistan och bosatte sig i Paris där hon fortsatte sitt arbete för mänskliga rättigheter.
Tadjibaeva tilldelades Martin Ennals-priset 2008. Hon blev även tilldelad International Women of Courage award 2009, men lämnade tillbaka det eftersom hon var kritisk mot en annan av pristagarna.  